# رامون أباتي
رامون أباتي آبل (من مواليد 18 سبتمبر 1989 في سانتا كاتارينا) هو حكم كرة قدم برازيلي. تم ترشيحه ضمن قائمة حكام كرة القدم الرسمية في دورة الألعاب الأولمبية الصيفية 2024 في فرنسا.تم اختياره كأحد الحكام البرازيليين في الألعاب الأولمبية الصيفية 2024، إلى جانب إيدينا ألفيس باتيستا. في 9 أغسطس 2024، أصبح الحكم الرسمي لمباراة الميدالية الذهبية لدورة الألعاب الأولمبية الصيفية 2024 بين فرنسا وإسبانيا التي أقيمت في ملعب بارك دي برانس، باريس.
أدار رامون مباريات الاتحاد المحلي منذ عام 2017، وانضم إلى الاتحاد البرازيلي في عام 2020 واتحاد أمريكا الجنوبية/الفيفا في عام 2022. وكان أول ظهور دولي له في كأس العالم تحت 20 سنة لكرة القدم 2023.
على مر السنين، شارك في بعض الخلافات، مثل تحكيم مباراة بطولة الدوري البرازيلي 2023 بين بوتافوغو وبالميراس، ونهائي بطولة كاتارينينسي 2024.
| مناصب رياضية رامون أباتي | مناصب رياضية رامون أباتي                             | مناصب رياضية رامون أباتي |
| ------------------------ | ---------------------------------------------------- | ------------------------ |
| سبقه 2020 كريس بيث       | حكم نهائي بطولة كرة القدم الأولمبية للرجال 2024 2024 | تبعه سيتم تحديده         |